# Töttchen

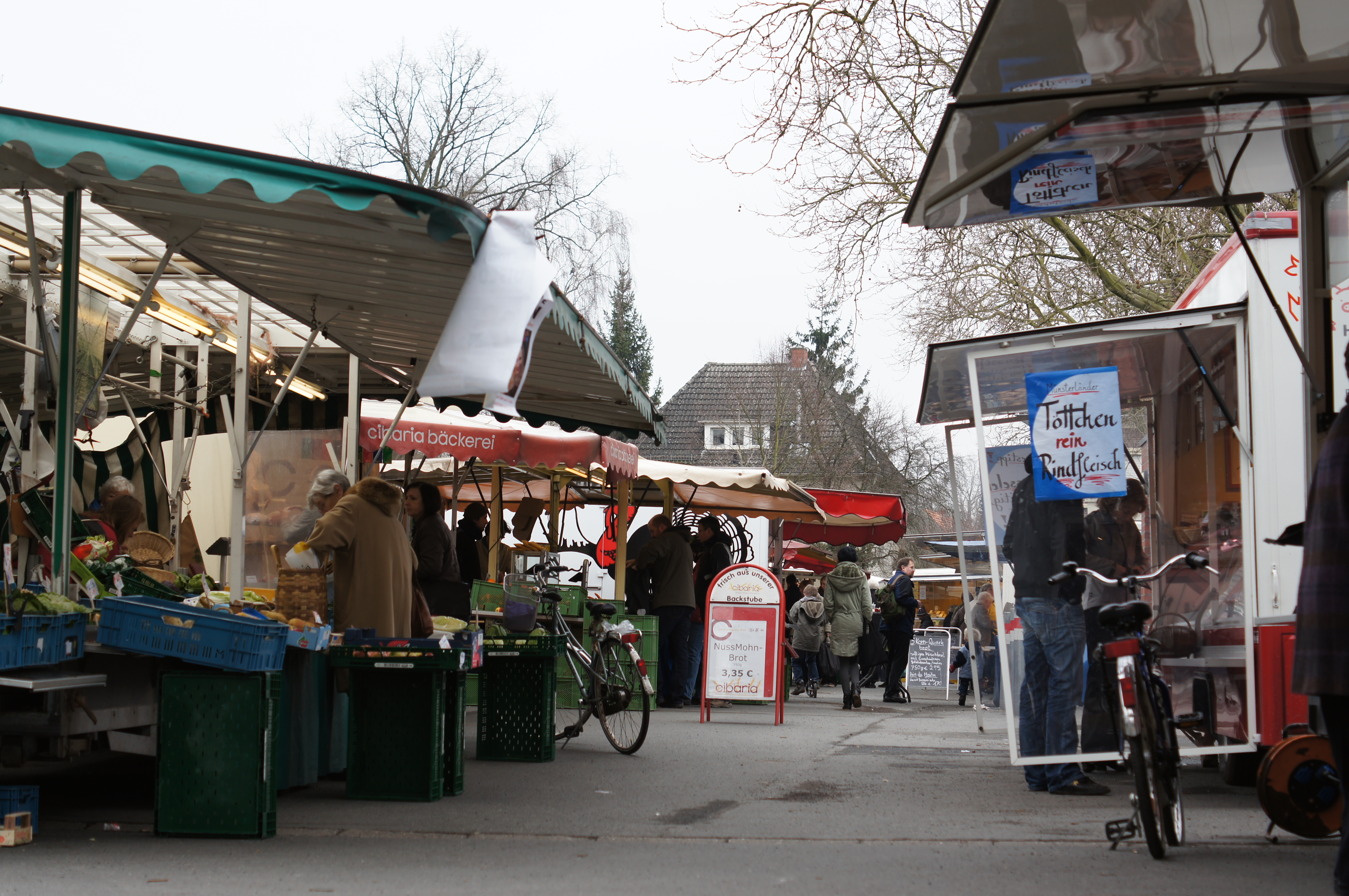
Wochenmarktstand in Münster, der für Münsterländer Töttchen aus rein Rindfleisch wirbt

Töttchen ist eine westfälische Spezialität aus dem Münsterland. Es galt ursprünglich als „Arme-Leute-Essen“.
Ursprünglich werden für Töttchen ein Kalbskopf und Innereien wie Lunge, Herz u. ä. vom Rind sowie Zwiebeln und Essig zu einem süß-sauren Ragout verkocht. Töttchen wird heute in vielen Restaurants des Münsterlandes etwas abgewandelt angeboten. Statt Innereien werden vorwiegend Kalbfleisch und Kalbszunge verwendet. Vor allem im südlichen Münsterland in der Region um Ascheberg wird Töttchen auch beim Frühschoppen von Schützenfesten serviert.